# Trochosa corporaali
Trochosa corporaali este o specie de păianjeni din genul Trochosa, familia Lycosidae. A fost descrisă pentru prima dată de Reimoser, 1935. Conform Catalogue of Life specia Trochosa corporaali nu are subspecii cunoscute.